# Tribalus olexai
Tribalus olexai är en skalbaggsart som beskrevs av Tomas Lackner 2004. Tribalus olexai ingår i släktet Tribalus och familjen stumpbaggar. Inga underarter finns listade i Catalogue of Life.